# Окремий корпус кордонної охорони
Окремий корпус кордонної охорони — військове з'єднання УНР, створене у березні 1918 року при Міністерстві залізничного сполучення. Його начальником у березні 1918 року було призначено полковника В. І. Желіховського.
Перед Українською Центральною Радою гостро постало питання контролю й охорони кордонів. 6 березня 1918 Комітет Української Центральної Ради ухвалив закон про адміністративно-територіальний устрій Української Народної Республіки. 20 березня (за старим стилем — 7 березня) Рада народних міністрів Української Народної Республіки розглянула справу організації «пограничної сторожі» й ухвалила передати це питання на вирішення народним міністерствам внутрішніх справ, фінансів і військових справ із тим, щоб статут цієї сторожі і сама організація її були утворені якомога скоріше.
План створення Окремого корпусу охорони, розроблений за часів УЦР, втілювали в життя в добу Української Держави гетьмана П.Скоропадського.
Корпус мав складатись з 9-ти бригад:1-ї Волинської, 2-ї Подільської, 3-ї Одеської, 4-ї Чорноморської, 5-ї Донецької, 6-ї Північної,7-ї Хоперської, 8-ї Азовської,9-ї Курської. Базою формування 1-ї, 2-ї, 5-ї, 6-ї та 7-ї бригад визначався колиш. 4-й прикордонний округ. До їх складу увійшли також кадри Проскурівського та Хотинського окремих прикордонних полків. Кадри підрозділів колиш. 5-го прикордонного округу стали основою для формування решти бригад. Командиром корпусу було призначено ген. хорунжого Л.Байкова, начальником штабу — ген. хорунжого Т.Протазанова.

## Склад
Згідно з планом формування корпусу, у його складі мало бути дев'ять бригад кордонної охорони та одна навчальна:
- 1-ша Волинська кордонна бригада (Луцьк)
- 2-га Подільська кордонна бригада (Кам'янець-Подільський)
- 3-тя Одеська кордонна бригада (Одеса)
- 4-та Північна кордонна бригада (Гомель)
- 5-та Чорноморська кордонна бригада (Одеса)
- 6-та Хоперська кордонна бригада (Бутурлинівка, фактично — Валуйки)
- 7-ма Донецька кордонна бригада (Луганськ)
- 8-ма Азовська кордонна бригада (Маріуполь)
- 9-та Курська кордонна бригада (Обоянь, фактично — Суми)
- Навчальна бригада (Нова Прага)

## Перебіг формування за доби Української Держави гетьмана Павла Скоропадського
З приходом до влади гетьмана Павла Скоропадського начальником Окремого корпусу кордонної охорони був призначений генеральний хорунжий В. З. Савєльєв, начальником штабу — генеральний хорунжий Л. Л. Байков. Полковник В. І. Желіховський був переведений на посаду помічника начальника корпусу.
У середині серпня 1918 року розпочалось активне формування бригад кордонної охорони. Були призначені командири та начальники штабів бригад, старшини-прикордонники та навіть фахівці з митної служби.
24 травня 1918 міністр фінансів гетьман. уряду затвердив тимчасовий штат управління корпусом. Воно здійснювалося через відділи (заг., персональний, орг., кордонний) і частини (мор., судових справ, санітарну, ветеринарну, будівничу) штабу та управління начальника постачання корпусу.
Формування бригад проходило в умовах нестачі підготовлених кадрів і прискорилося лише в червні 1918. Існуючі прикордонні частини виступали своєрідними донорами для новостворюваних.
Одночасно з формуванням Окремого корпусу кордонної охорони уряд Укр. Д-ви вирішував питання встановлення кордонів із Росією. Фактичною межею між двома державами було визнано «нейтральну зону». Уряд Укр. Д-ви здійснив ряд односторонніх заходів для захисту своїх кордонів. 24 червня 1918 року на засіданні уряду Української Держави було прийнято постанову про відкриття митних установ на кордонах України, для цього було виділено 250000 карбованців. Право зазначити пункти на кордоні, де повинні бути митниці, було надано міністрові фінансів Антону Ржепецькому
Законом від 30 серпня 1918 на кордоні з Росією було встановлено кордонні пункти на станціях Орша, Клинці, Хутір-Михайлівський, Коренево, Гостинцево та Валуйки. У тилу кордонних пунктів на станціях Жлобин, Новобілиця, Ворожба, Бєлгород і Куп'янськ встановлювалися дозорчі пункти. Питання про держ. кордони з Росією так і не було вирішене. 7 жовтня 1918 переговори було припинено, а на початку листопада 1918 взагалі перервано.
Несення кордонної служби, постійне збільшення обсягів завдань з охорони кордону вимагали відповідного матеріально-тех. забезпечення. На асигновані д-вою кошти продовжувалось облаштування прикордонних об'єктів: будувалися телефонні лінії, утримувалася в робочому стані сигналізація, проводилася закупівля коней, збруї. З 1918 року фактично діяли пункти митного огляду в селах і містечках — Хутір-Михайлівський, Ворожба, Конотоп, Валуйки, Каменська, Лихи, Сатанів, Тарноруда, Бугаз, Овідіополь, Берестечко, Ганцевичі, Жлобин, Гомель, Малевичі, Лукинці, Ямпіль, Рибниця, Тирасполь і Могилів-Подільський.

### Охорона берегів Чорного моря
В 1918 році за часи Української Держави державний кордон на побережжі Чорного моря охороняла  Одеська бригада, про що вказують  кутові штампи на знайдених архівних документах (в окремих документах 1-ша Одеська бригада). З тих же архівних документів відомо, що в місті Скадовськ дислокувався 5-й відділ Одеської бригади під командуванням полковника Верніка. Два отряда 5-го відділу: Колончакський (с. Преображенка) під командуванням сотника Петриу та Першо-Костянтинівський (с. Першокостянтинівка) під командуванням значкового Марченко здійснювали хорону розмежувальної лінії з Кримом. Прикордонну службу несли шляхом виставлення від вартарок прикордонних нарядів: секрет, вартовий кордону у складі 2-3 козаків.
Ствердження: « Для охорони морських кордонів замість 5-ї Чорноморської кордонної бригади створено Штаб охорони узбережжя Чорного моря, якому відповідно до проекту, мали підпорядковуватися три полки Чорноморської охорони, які формувалися в Одесі» документально не підтверджено.

### Доба Директорії УНР
Після перемоги Директорії УНР і повалення Української Держави начальником Окремого корпусу кордонної охорони УНР 6 січня 1919 року призначено Олександра Жуківського. Він намагався зберегти кадри кордонної охорони, але значна частина старшинського складу бригад перейшла на бік білогвардійців через нелояльне ставлення керівництва УНР до офіцерів-гетьманців. Про своє підпорядкування Добровольчій армії у повному складі оголосили Одеська, Донецька, Азовська кордонні бригади, більша частина Навчальної бригади, а також кадри всіх трьох полків охорони Чорноморського узбережжя. В умовах бойових дій територія УНР обмежувалась зоною стратегічного впливу Армії Української Народної Республіки. Кордони в цей час були рухомими, нестійкими. На кордоні з Румунією на р. Дністер стояла сторожова охорона чисельністю до 2 тис. вояків. Орг-цію охорони кордону було покладено на коменданта Кам'янця-Подільського. 
Прикордонники мали свою форму одягу. Спочатку для кордонної охорони був визначений жовтогарячий колір петлиць. Пізніше — ясно-зелений.
Наказом Головної управи військ У No 230 від 12. 08. 1919 р. затверджено однострій для частин окремого кордонного корпусу. Форма відповідала зразку польової форми військ УНР з такими змінами: штани — сіро-синього кольору з жовтими кантами; прикладне сукно — жовте з блакитною стьожкою навколо петлиць i ріжків. На кашкетах старшин околиця була жовтого кольору з блакитним кантом. a знак розрізнення у кордонних корпусах правила емблема на петлицях: перехрещені кріс i шабля, а між ними — жезл Меркурія. Знак міг бути виготовлений з білого металу, зроблений трафаретом білого кольору або вишитий на сукні.
У Тимчасовому наказі 1919 року прикордонники отримують (принаймні, на папері) «ясно-зелені» нарукавні ромби.
Тимчасові знаки розрізнення старшин та козаків армії Української Народної Республіки (наказ Військам Дієвої Армії УНР від 9 квітня 1919 р. ч. 84)
Аналізуючи нечисленні праці, присвячені історії українських військових одностроїв та знаків розрізнення, видані в останні роки, неважко помітити, що ця тема вивчена все ще далеко не повністю. Так, висвітлюючи розвиток форми одягу армії Української Народної Республіки (УНР) у першій половині 1919 р. дослідники спираються на накази Головної Управи Війська УНР (ГУВ УНР) від 8 січня 1919 р. ч. 28 та від 24 квітня 1919 р. ч. 276. Проміжок часу між виданням цих наказів якщо і розглядається, то виключно з точки зору спроб запровадження власної уніформи у окремих частинах та з'єднаннях . Відомо, що наказ ГУВ УНР від 8 січня 1919 р. ч. 28 встановлював для старшин, урядовців та козаків звичайну похідну уніформу за зразком 1-ї Козачої Стрілецької («Сірожупанної») дивізії та парадну уніформу, взоровану на історичний козацький одяг [2]. Відомо також, що виконати його, принаймні в масштабах всієї армії, не вдалося. Похідна уніформа старшин та козаків, опис якої був оголошений наказом ГУВ УНР від 24 квітня 1919 р. ч. 276, була вже значно простішою: кашкет, мундир (френч), штани й шинель-чумарка [3]. Таким чином, можна зробити висновок, що після 8 січня і аж до 24 квітня 1919 р. жодних нормативно-правових актів щодо уніформи не видавали. Проте документи Центрального державного архіву вищих органів влади та управління України вказують на протилежне. Наказ ГУВ УНР від 8 січня 1919 р. ч. 28 замість рангів [4], що існували за часів Гетьмана П. Скоропадського, передбачав т. зв. «ранги по посадам». Та навесні 1919 р. українському військовому керівництву стало зрозуміло, що у справі перебудови армії на регулярних засадах без повернення до рангів не обійтися. Наказом Військам Дієвої Армії УНР (ВДА УНР) від 9 квітня 1919 р. ч. 80 «до затвердження законодавчим порядком» для всіх військових встановлюватися т. зв. «степені». Наказ підписали Тимчасовий виконувач обов'язків Наказного Отамана отаман А. Мельник, за начальника Штабу Дієвої Армії — отаман В. Сінклер. Степені запроваджувалися для козаків і підстаршин (козак, ройовий, чотовий, бунчужний) та старшин. При цьому старшинські степені поділялися на три категорії: старшина (хорунжий, чотар, сотник), булавна старшина (осаул, полковник), отаманна старшина (отаман, кошовий отаман) [5]. Степені надавалися старшинам у відповідності не з посадою, а з останнім рангом, присвоєним на попередній службі в українській, російській чи австрійській армії. Для керування при надані старшинам степенів наводилася порівняльна таблиця з рангами Української Армії періоду Гетьманату та Російської армії. Поза всяким сумнівом, фактичне відновлення наказом ВДА УНР від 9 квітня 1919 р. ч. 80 рангів (під новою назвою «степені») було надзвичайно важливою подією в житті збройних сил. Але степені могли дати бажаний ефект лише за умови наявності знаків розрізнення, які б їх позначали. І такі знаки розрізнення було встановлено, причому сталося це того ж 9 квітня 1919 р. Про це свідчить нещодавно виявлений нами наказ ВДА УНР ч. 84, що також був підписаний отаманами А. Мельником та В. Сінклером [6]. «До остаточного вирішення військового одягу» в ньому оголошувалися відзнаки родів зброї та степенів козаків і старшин армії УНР.

## ОККО УНР у війні з більшовиками
Коли з території Радянської Росії Червона армія почала свій наступ проти військ УНР, особовий склад Хоперської кордонної бригади був евакуйований її командиром до Куп'янська, де цілком демобілізувався. У своїй доповіді від 18 січня 1919 року начальник Окремого корпусу кордонної охорони О. Жуківський констатував, що у його розпорядженні залишилися лише кадри Північної, Курської, Волинської (всі переведені до Луцька) та Подільської (продовжувала нести варту на румунському кордоні) бригад.
О. Т. Жуківський ужив усіх заходів щодо рятування решток кадрів Окремого корпусу кордонної охорони. Наприкінці січня 1919 року штаб Окремого корпусу кордонної охорони та кадри чотирьох наявних бригад були зібрані у Кам'янці-Подільському. У березні 1919 року посаду начальника корпусу знов обійняв В. І. Желіховський, а 22 квітня 1919 він був призначений до Рівного — на посаду командувача Північної групи Дієвої армії УНР. Желіховський забрав із собою кілька старшин зі штабу Окремого корпусу кордонної охорони та наявних бригад та невдовзі виїхав до Рівного.
На початку травня 1919 року, коли радянські війська тимчасово зайняли Кам'янець-Подільський в полоні опинились військовослужбовці Курської та Північної кордонної бригади, які займались підготовкою новобранців до служби. Більшовицька влада ультимативно вимагала від них переходу  на службу до Червоної армії. Не бажаючи цього більшій частині рекрутів вдалось втекти. Проте старшин бригади примусово під погрозою розстрілу було відправлено за легендою до Москви та вже в Жмеринці затримано і страчено. В рапорті командир Курської кордонної бригади від 12 червня 1919 року, командиру Окремого Кордонного корпусу про розслідування обставин подій вказав: «більшовицька влада в складі старшин не бачила прихильності до себе».Коли Кам'янець-Подільський було знову відбито українськими військами, почалося нове формування Окремого корпусу кордонної охорони.

## Військовики корпусу
- Абрильба-Рихвальський Йосип Юрійович — штаб-старшина для доручень начальника Корпусу
- Антончук Демид — державний інспектор Корпусу кордонної охорони УНР у 1919.
- Годило-Годлевський Олександр Єлізарович — старшина
- Добрянський Агатон — начальник Дністровської бригади
- Івасишин Захар Явтухович — сотник Армії УНР.
- Пилькевич Олександр Меркурійович — з червня 1919 року — командир Окремого корпусу кордонної охорони УНР.
- Попсуй-Шапка Митрофан Антонович — старшина для доручень
- Пшичкін Іван Петрович
- Сівулицький Володимир Іванович — командир 2-го куреня
- Третьяків Володимир Іванович — командир Окремої бригади Кордонної охорони Армії УНР.
- Якерсон Семен Самійлович — сотник Армії УНР.
- Ярошевський Михайло Миколайович — начальник штабу Окремого корпусу кордонної охорони УНР.
- Дучинський Іван Філаретович - протоіерей 3-ї Волинської кордонної бригади Окремого корпусу кордонної охорони УНР.

## Вшанування

### 100-річний ювілей
20 березня 2018 року на державному рівні в Україні відзначається пам'ятна дата — 100 років з дня створення Окремого корпусу кордонної охорони, попередника Державної прикордонної служби України.
20 березня 1918 року, на засіданні уряду Української Народної Республіки було ухвалено рішення про створення ОКРЕМОГО КОРПУСУ КОРДОННОЇ ОХОРОНИ.
27 квітня 2018 року під час урочистих заходів з відзначення сторіччя створення Окремого корпусу кордонної охорони та чергового випуску офіцерів прикордонників Національної Академії Державної прикордорнної служби України в Києві, на Софієвській площі у своєму виступі Президент України Петро Порошенко проголосив про підписання Указу про встановлення Дня Прикордонника 30 квітня.
Історично, Слов'янська група Окремої Запорізької дивізії Армії УНР, якою командував генерал-хорунжий Володимир Сікевич, звільнивши Донбас, вийшла на річку Дон до кордону з Росією, де 30 квітня 1918 року встановила перший прикордонний знак.